# Renault RS01
Der Renault RS01 ist ein Rennwagen, mit dem Renault im Jahr 1977 in der Formel-1-Weltmeisterschaft debütierte. Er war zudem das erste dort gemeldete Fahrzeug mit einem Turbolader.
Insgesamt wurden vier Chassis gebaut und von Mitte 1977 bis Anfang der Saison 1979 im Werksteam eingesetzt. Es wurden keine RS01 an Kundenteams verkauft. Alle Fahrzeuge wurden von einem Renault-Gordini-EF1-Motor angetrieben.

## Geschichte

### Hintergrund
Im Sommer 1975 entschloss sich Renaults damaliger Unternehmensleiter Bernard Hanon zu einem Engagement seines Unternehmens in der Automobil-Weltmeisterschaft, die heute als Formel-1-Weltmeisterschaft bezeichnet wird. Ende des Jahres fiel die Entscheidung, keinen konventionellen Ansatz zu verfolgen, wie es beispielsweise die Équipe Ligier tat, die zeitgleich den Einstieg vorbereitete, sondern eine völlig neue Motorentechnologie an den Start zu bringen. Inspiriert durch die US-amerikanische Formel-Meisterschaft und die dort weit verbreiteten Offenhauser-Turbomotoren machte sich der Ingenieur Bernard Dudot für eine Einführung dieser Technologie in die Formel 1 stark. Motoren mit Turboaufladung waren vom Formel-1-Reglement als Alternative zu Saugmotoren seit 1966 zugelassen, aber bislang von keinem Team verwendet worden. Renault hatte einen als Arbeitsbasis tauglichen 2,0-Liter-Sechszylindermotor bereits in der Formel 2 eingesetzt und im März 1975 im Alpine A442 einen Prototyp mit hinzugefügtem Turbolader in der Sportwagen-Weltmeisterschaft an den Start gebracht. So lag der Entschluss nahe, diesen Motor entsprechend den Regularien der Formel 1 umzubauen und für das neue Projekt einzusetzen. Der Hubraum wurde dazu von 2,0 auf 1,5 Liter verringert. Zeitgleich wurde mit der Konstruktion eines neuen Chassis begonnen. Diese Arbeiten waren im Spätsommer 1976 abgeschlossen. Zum Betrieb der Wagen wurde mit der Équipe Renault ein Werksteam gegründet und der amtierende Formel-2-Europameister Jean-Pierre Jabouille als Fahrer verpflichtet, der bereits in den Vorjahren zu vereinzelten Formel-1-Rennen gestartet war.

### Renneinsätze (1977–1979)
Renault meldete den RS01 in der Formel-1-Saison 1977 nur zu wenigen Rennen, die allein zur Entwicklung von Wagen und Motor vorgesehen waren. Beim Debüt, dem Großen Preis von Großbritannien auf dem Silverstone Circuit, gelang Jabouille als 21. die Qualifikation, doch fiel er bereits nach 16 Runden mit einem Defekt am Turbo aus. Das war bereits ein klares Indiz für die großen Probleme, die Renault in den Anfangsjahren plagten. Die notorische Defektanfälligkeit des Motors sorgte 1977 und 1978 für zahlreiche Ausfälle, was Spott sowohl von der Konkurrenz als auch Presse nach sich zog. Aufgrund der Neigung des Turboladers, unter starker Rauchbildung zu versagen, erhielt der RS01 in der Presse den Spitznamen „La théière jaune“ (dt. etwa „der gelbe Teekessel“). Zum Ende der Saison 1978 hin gelang es aber aufgrund der unermüdlichen Entwicklungsarbeit Jabouilles und des Teams die Konkurrenzfähigkeit sowohl von Chassis als auch Motor zu steigern, was in einer ersten Ankunft in den Punkterängen beim Großen Preis der USA Ost gipfelte. Es stellte sich heraus, dass der Turbomotor im Gegensatz zu den herkömmlichen Saugmotoren der Konkurrenz bei Rennen auf höhergelegenen Strecken wie dem Kyalami Grand Prix Circuit in Südafrika bei der dünneren Luft sehr wenig Leistung einbüßte. Beim Großen Preis von Südafrika 1979 fuhr Jabouille daher auf die Pole-Position. Sein Teamkollege René Arnoux, für den Renault in der Saison 1979 ein Zweitfahrzeug meldete, lag auf dem zehnten Startplatz. Beide Fahrer schieden aus, aber war der Leistungsvorteil der Turbomotoren insbesondere auf Strecken mit langen Geraden offensichtlich geworden. Jabouille stieg ab dem Rennen in Spanien auf den Nachfolger Renault RS10 um, Arnoux folgte zwei Rennen später.

## Technik

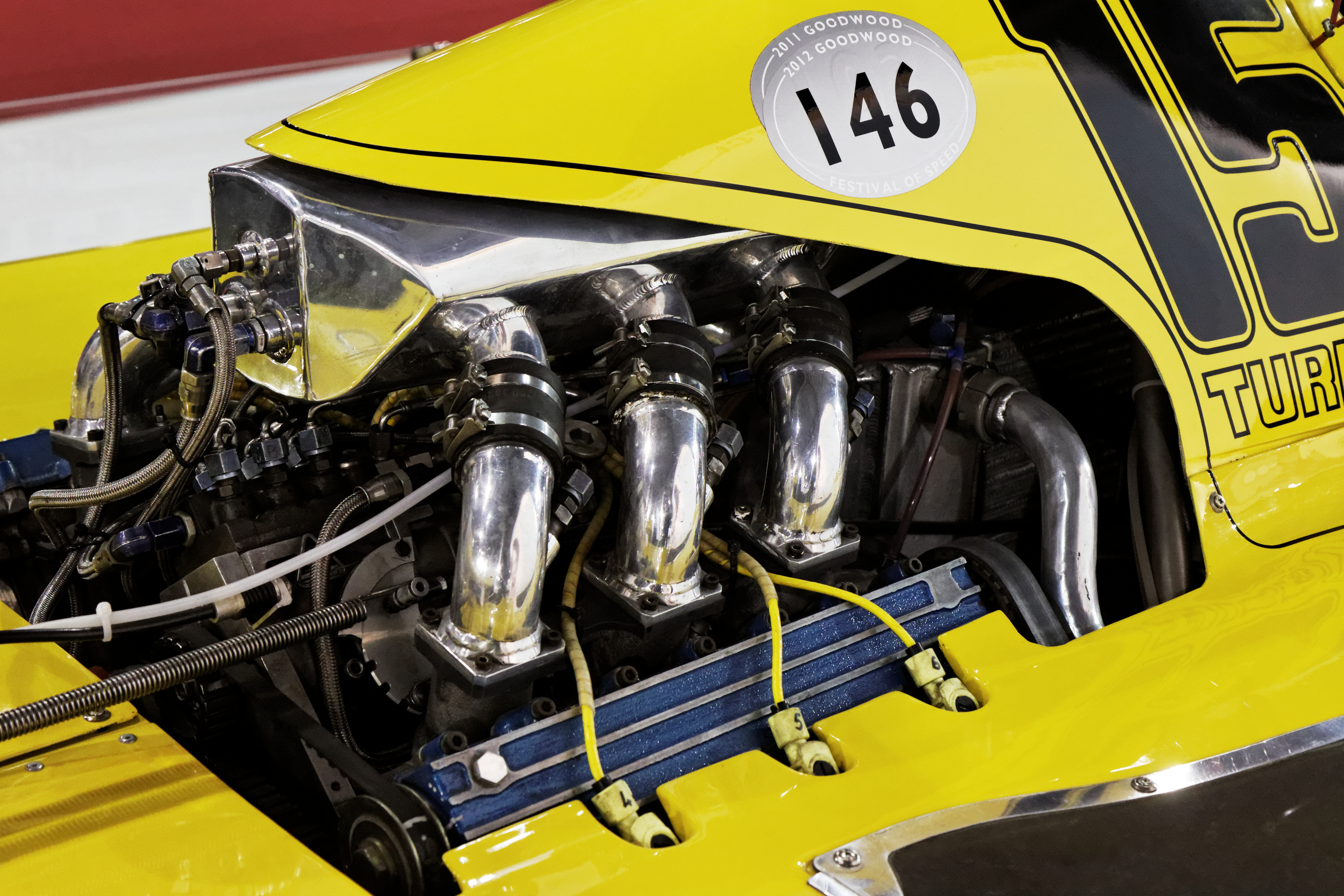
Blick in den Motorraum

Der Renault RS01 entstand aus den Erfahrungen mit dem Prototypen Alpine A500 von 1975, war aber in vielen Details weiterentwickelt und an die jüngsten Entwicklungen im Formel-1-Fahrzeugbau angepasst worden. Eine Gruppe um den technischen Direktor François Castaing entwarf ein aerodynamisch konventionell Fahrzeug, nachdem sich Renault gegen das vom Aerodynamiker Max Sardou vorgeschlagene umgekehrte Flügelprofil in den Seitenkästen entschieden hatte. Dieses Anfang 1977 mit dem Lotus 78 erstmals in der Formel 1 erschienene Konzept generierte unter Ausnutzung des negativen Bodeneffekts zusätzlichen Anpressdruck und galt als zukunftsweisende Technologie, wurde aber vom Konzern abgelehnt, da alle Entwicklungsressourcen für den Motor aufgewendet werden sollten. Das Chassis war massiv gebaut und erwies sich letztendlich im Vergleich zu den Konkurrenzfahrzeugen als zu schwer und aerodynamisch unvorteilhaft. Die Motorkühlung wurde in die Seitenkästen eingebaut, der Ölkühler in die Fahrzeugnase. Die Karosserie bestand aus glasfaserverstärktem Kunststoff. Insgesamt wurden im Renault-Werk in Viry-Châtillon bei Paris vier Fahrzeuge aufgebaut.
Für die Motorisierung kam der Renault-Gordini-EF1-Sechszylindermotor mit 1,5 Litern Hubraum, Turbolader und 90° Zylinderbankwinkel zum Einsatz, der von einem zuvor bei Renault entwickelten Formel-2-Motor abgeleitet wurde. 1979 wurde ein zweiter Turbolader hinzugefügt, was die als Turboloch bezeichnete Verzögerung beim Beschleunigen deutlich verkürzte und so die Konkurrenzfähigkeit verbesserte. Als Hommage an Amedée Gordini, der in den 1950er Jahren ein eigenes Formel-1-Team unterhalten hatte und später die Motorsportaktivitäten Renaults verantwortete, erhielten die Triebwerke den Herstellernamen Renault-Gordini, der bis 1983 beibehalten wurde. Die Bezeichnung EF1 dagegen weist auf den Sponsor und engen Entwicklungspartner Elf Aquitaine hin. Der Motor war als tragendes Teil in das Monocoque einbezogen. Die Antriebskraft wurde über ein Hewland-Getriebe an die Hinterräder übertragen. Reifenlieferant war Michelin.

## Lackierung und Sponsoring
Die RS01 erschienen dem Corporate Design Renaults entsprechend in einem hellen Gelb mit schwarzen und weißen Akzenten. Hauptsponsor war Elf Aquitaine, kleinere Nebensponsoren Tissot und Magneti Marelli. Dieses Design blieb während des gesamten Einsatzzeitraums des Fahrzeuges größtenteils unverändert.

## Galerie

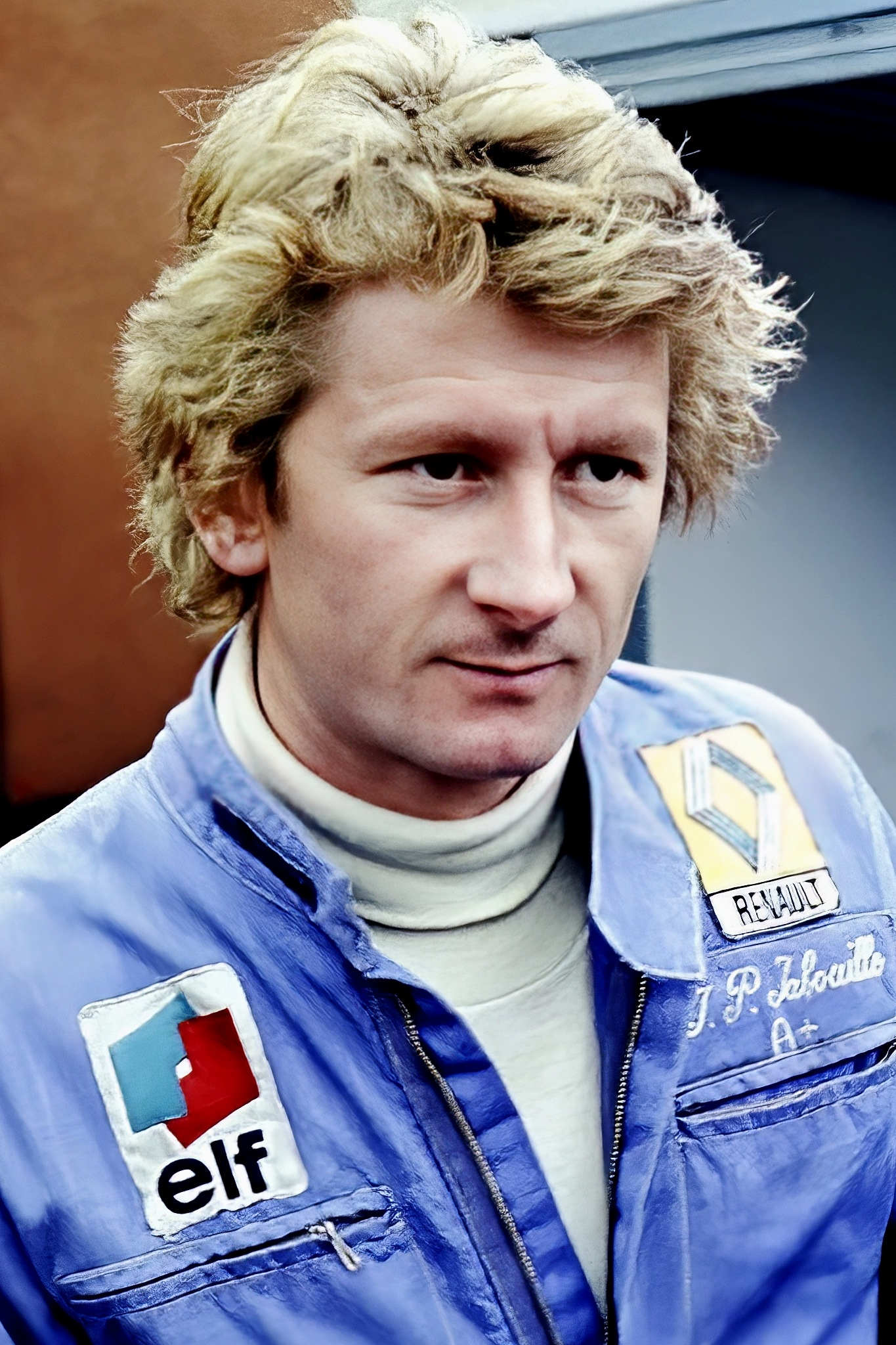
Eng in die Entwicklung eingebunden und der erste Fahrer, der mit einem Turbomotor Punkte erzielte: Jean-Pierre Jabouille
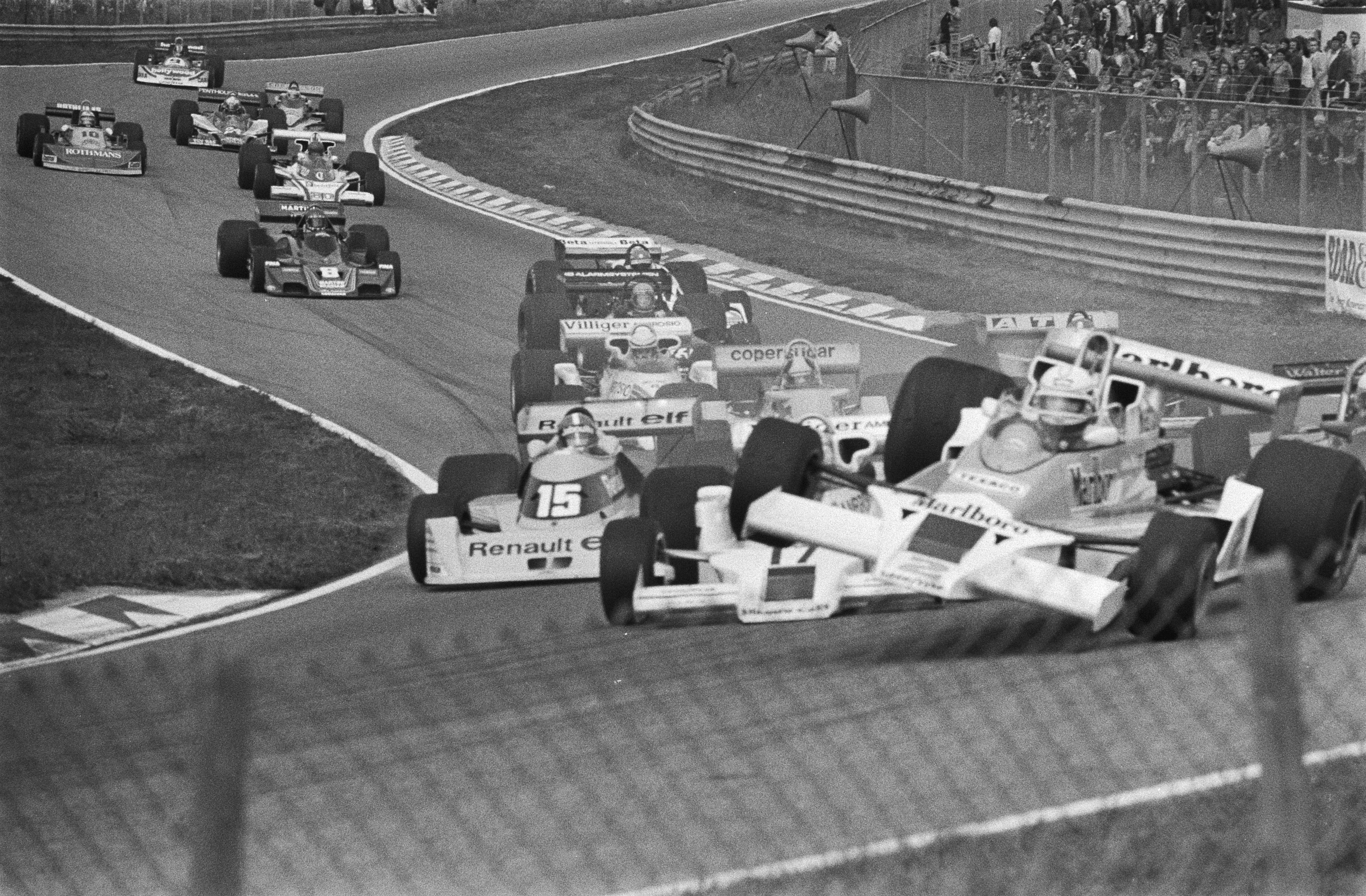
Jabouille in der Spitzengruppe im RS01 (#15), Zandvoort, 1977
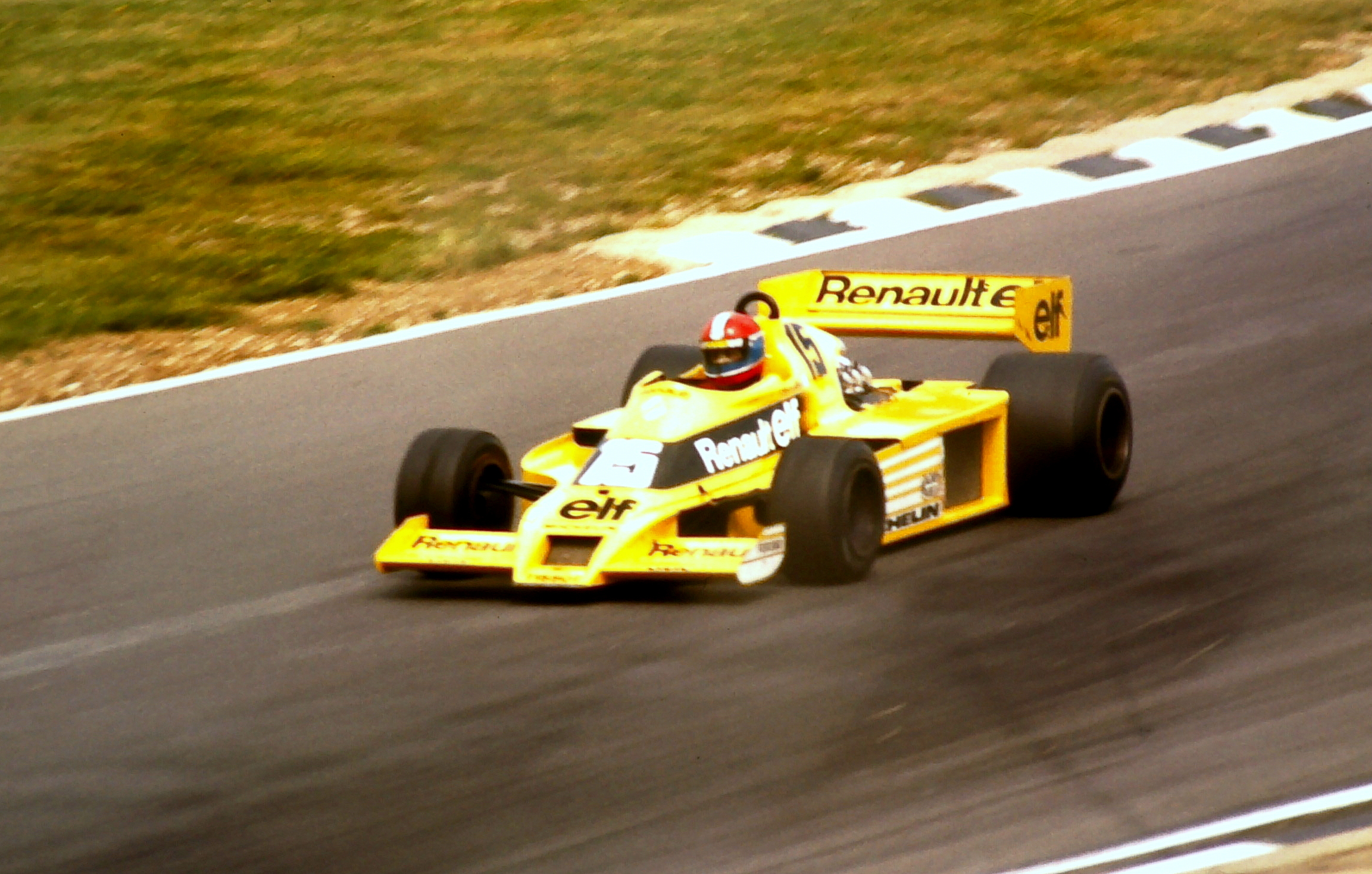
Jabouille im RS01 in Brands Hatch, 1978
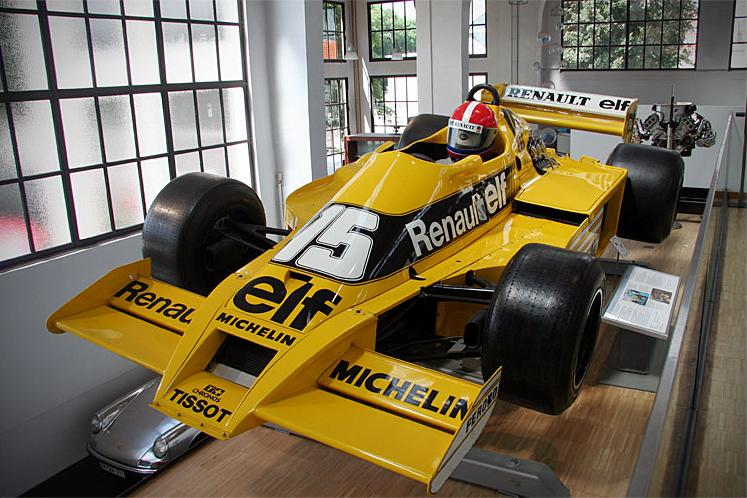
Frontansicht des RS01
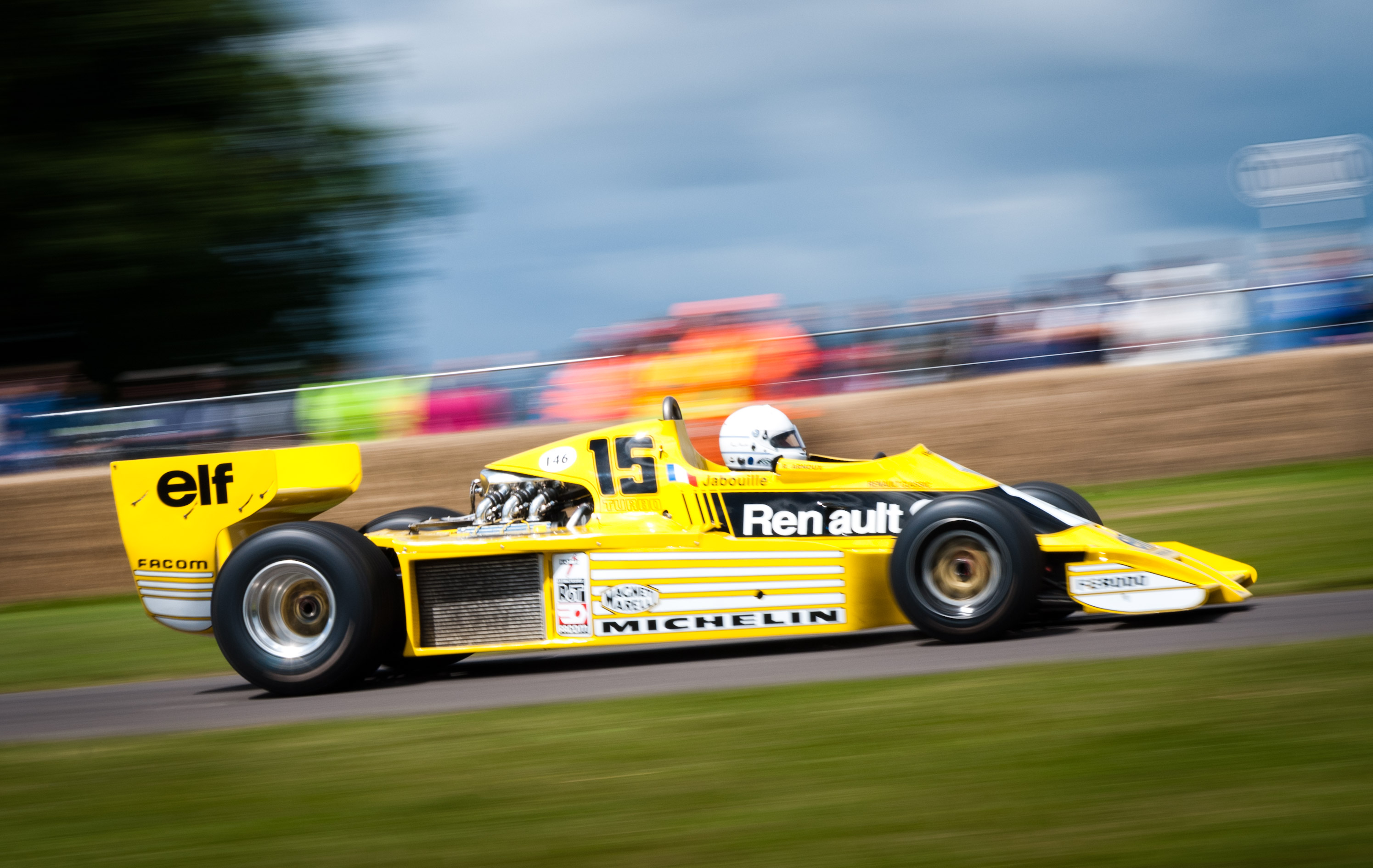
Seitenansicht des Fahrzeuges
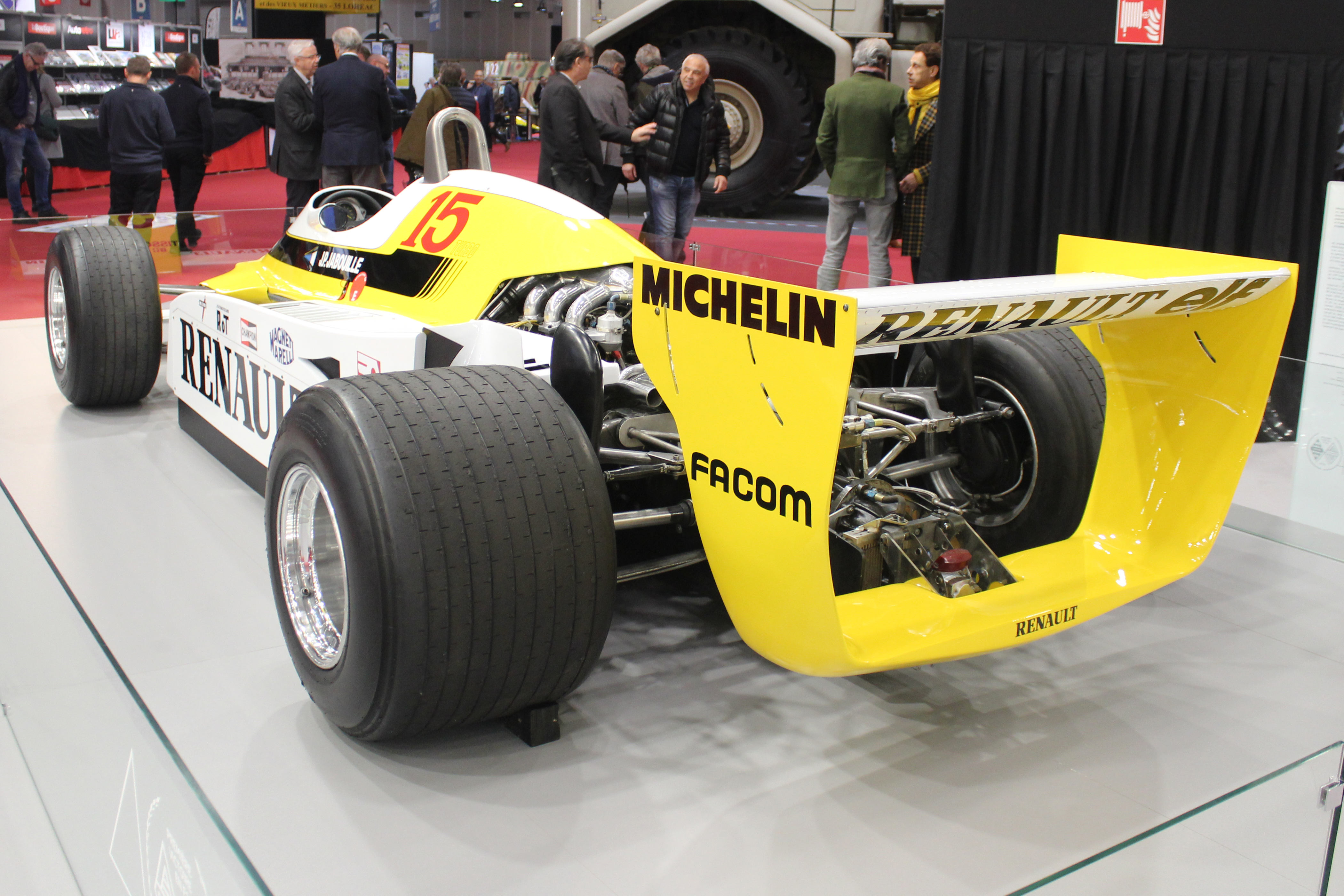
Heckansicht des Fahrzeuges RS10 (Nachfolger der RS01)

## Ergebnisse
| Fahrer                | Nr.                  | 1   | 2   | 3   | 4   | 5  | 6   | 7  | 8   | 9   | 10  | 11  | 12  | 13  | 14  | 15  | 16  | 17 | Punkte | Rang |
| --------------------- | -------------------- | --- | --- | --- | --- | -- | --- | -- | --- | --- | --- | --- | --- | --- | --- | --- | --- | -- | ------ | ---- |
| Formel-1-Saison 1977  | Formel-1-Saison 1977 |     |     |     |     |    |     |    |     |     |     |     |     |     |     |     |     |    | 0      | NC   |
| Jean-Pierre Jabouille | 15                   |     |     |     |     |    |     |    |     |     | DNF |     |     | DNF | DNF | DNF | DNQ |    | 0      | NC   |
| Formel-1-Saison 1978  | Formel-1-Saison 1978 |     |     |     |     |    |     |    |     |     |     |     |     |     |     |     |     |    | 3      | 12.  |
| Jean-Pierre Jabouille | 15                   |     |     | DNF | DNF | 10 | NC  | 13 | DNF | DNF | DNF | DNF | DNF | DNF | DNF | 4   | 12  |    | 3      | 12.  |
| Formel-1-Saison 1979  | Formel-1-Saison 1979 |     |     |     |     |    |     |    |     |     |     |     |     |     |     |     |     |    | 26     | 6.   |
| Jean-Pierre Jabouille | 15                   | DNF | 10  | DNF | DNS |    |     |    |     |     |     |     |     |     |     |     |     |    | 26     | 6.   |
| René Arnoux           | 16                   | DNF | DNF | DNF | DNS | 9  | DNF |    |     |     |     |     |     |     |     |     |     |    | 26     | 6.   |

| Legende  | Legende            | Legende                                                          |
| Farbe    | Abkürzung          | Bedeutung                                                        |
| -------- | ------------------ | ---------------------------------------------------------------- |
| Gold     | –                  | Sieg                                                             |
| Silber   | –                  | 2. Platz                                                         |
| Bronze   | –                  | 3. Platz                                                         |
| Grün     | –                  | Platzierung in den Punkten                                       |
| Blau     | –                  | Klassifiziert außerhalb der Punkteränge                          |
| Violett  | DNF                | Rennen nicht beendet (did not finish)                            |
| Violett  | NC                 | nicht klassifiziert (not classified)                             |
| Rot      | DNQ                | nicht qualifiziert (did not qualify)                             |
| Rot      | DNPQ               | in Vorqualifikation gescheitert (did not pre-qualify)            |
| Schwarz  | DSQ                | disqualifiziert (disqualified)                                   |
| Weiß     | DNS                | nicht am Start (did not start)                                   |
| Weiß     | WD                 | zurückgezogen (withdrawn)                                        |
| Hellblau | PO                 | nur am Training teilgenommen (practiced only)                    |
| Hellblau | TD                 | Freitags-Testfahrer (test driver)                                |
| ohne     | DNP                | nicht am Training teilgenommen (did not practice)                |
| ohne     | INJ                | verletzt oder krank (injured)                                    |
| ohne     | EX                 | ausgeschlossen (excluded)                                        |
| ohne     | DNA                | nicht erschienen (did not arrive)                                |
| ohne     | C                  | Rennen abgesagt (cancelled)                                      |
| ohne     | keine WM-Teilnahme |                                                                  |
| sonstige | P/fett             | Pole-Position                                                    |
| sonstige | 1/2/3/4/5/6/7/8    | Punktplatzierung im Sprint-/Qualifikationsrennen                 |
| sonstige | SR/kursiv          | Schnellste Rennrunde                                             |
| sonstige | *                  | nicht im Ziel, aufgrund der zurückgelegten Distanz aber gewertet |
| sonstige | ()                 | Streichresultate                                                 |
| sonstige | unterstrichen      | Führender in der Gesamtwertung                                   |